# Cantonul Cherbourg-Octeville-Sud-Est
Cantonul Cherbourg-Octeville-Sud-Est este un canton din arondismentul Cherbourg-Octeville, departamentul Manche, regiunea Basse-Normandie, Franța.